# Pleurothallis superbiens
Pleurothallis superbiens är en orkidéart som beskrevs av Carlyle August Luer. Pleurothallis superbiens ingår i släktet Pleurothallis och familjen orkidéer. Inga underarter finns listade i Catalogue of Life.